# Aeroporto Internacional de Parnaíba

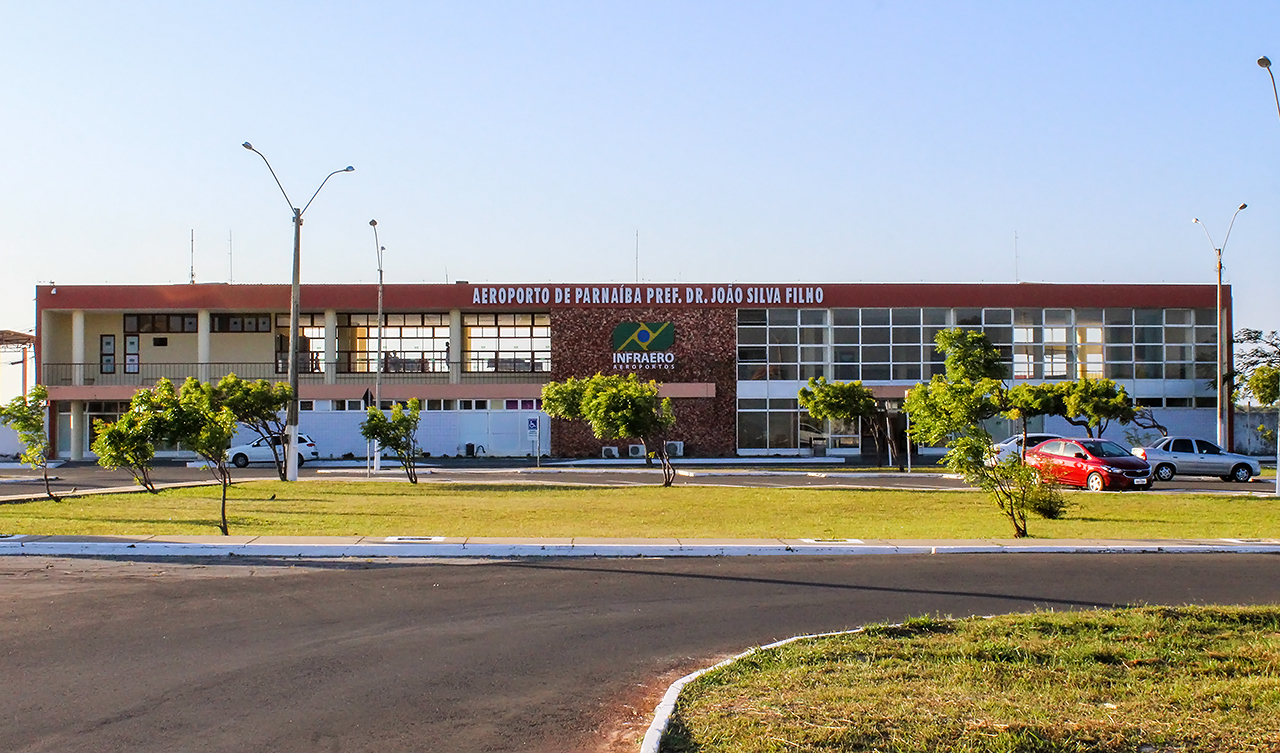
Aeroporto Internacional de Parnaíba - Prefeito Doutor João Silva Filho

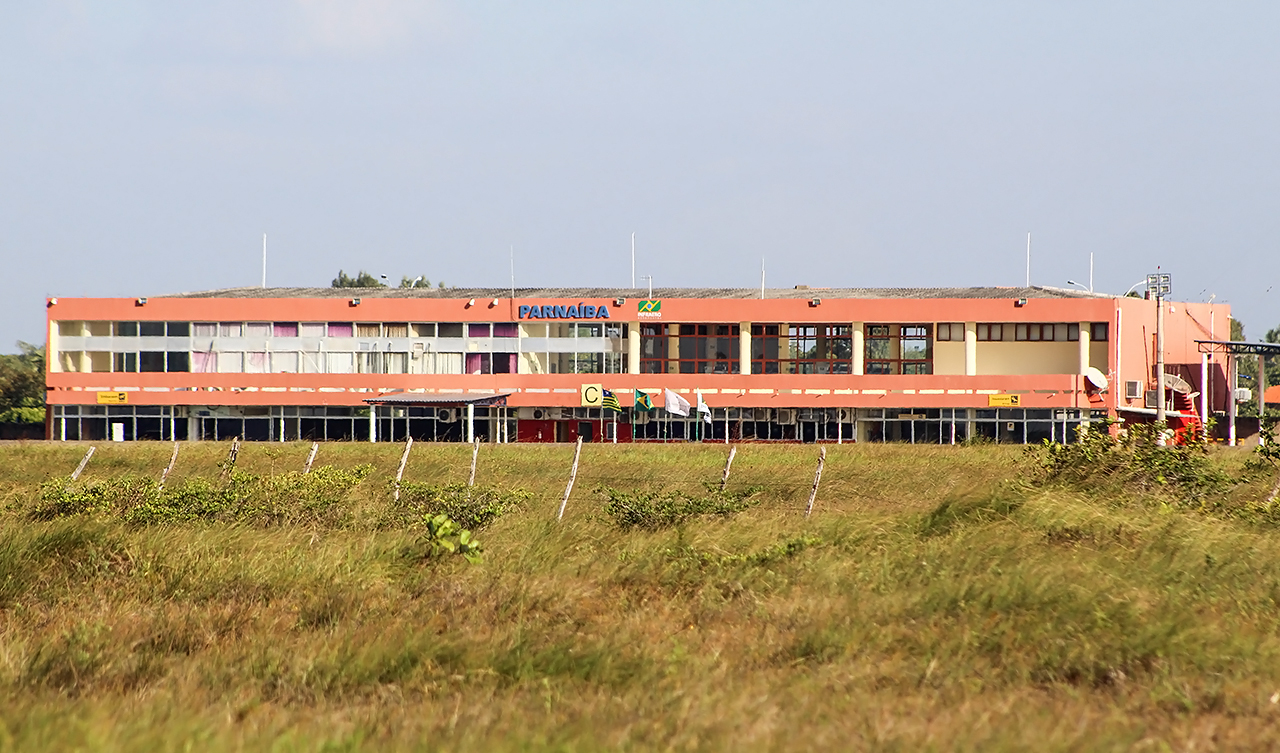
Aeroporto Internacional de Parnaíba - Prefeito Doutor João Silva Filho

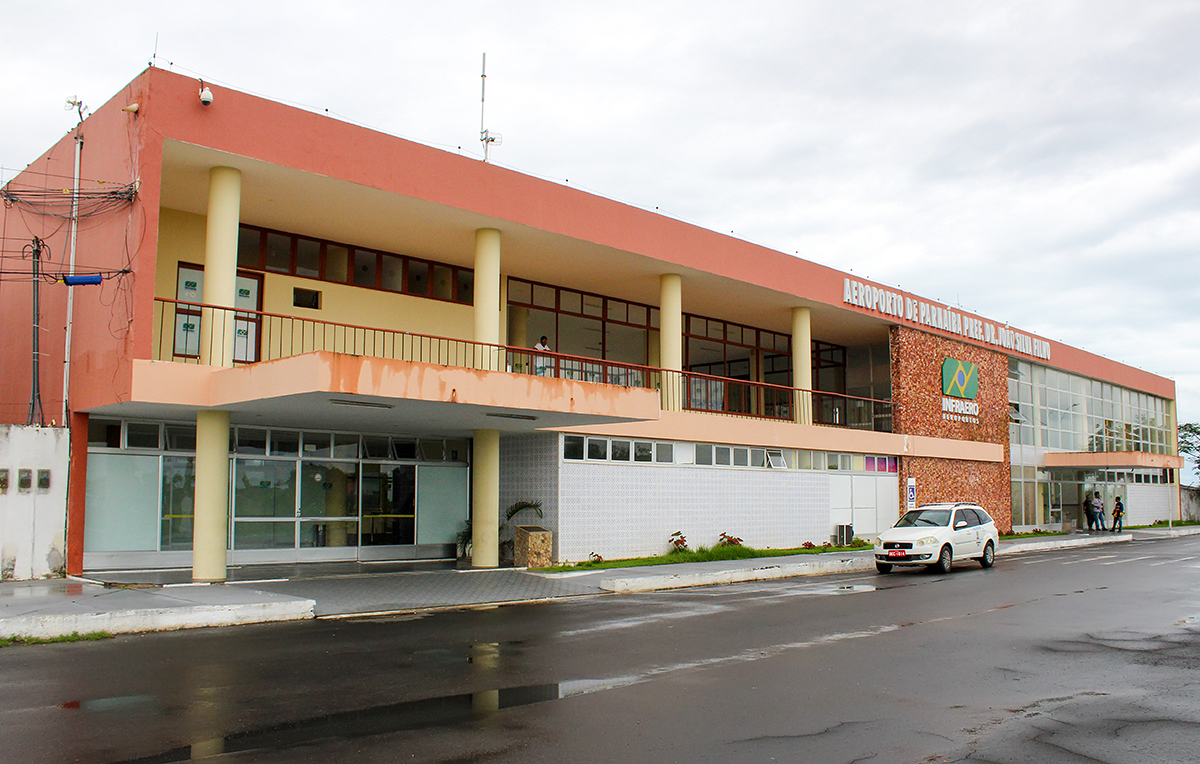
Aeroporto Internacional de Parnaíba Prefeito Dr. João Silva Filho

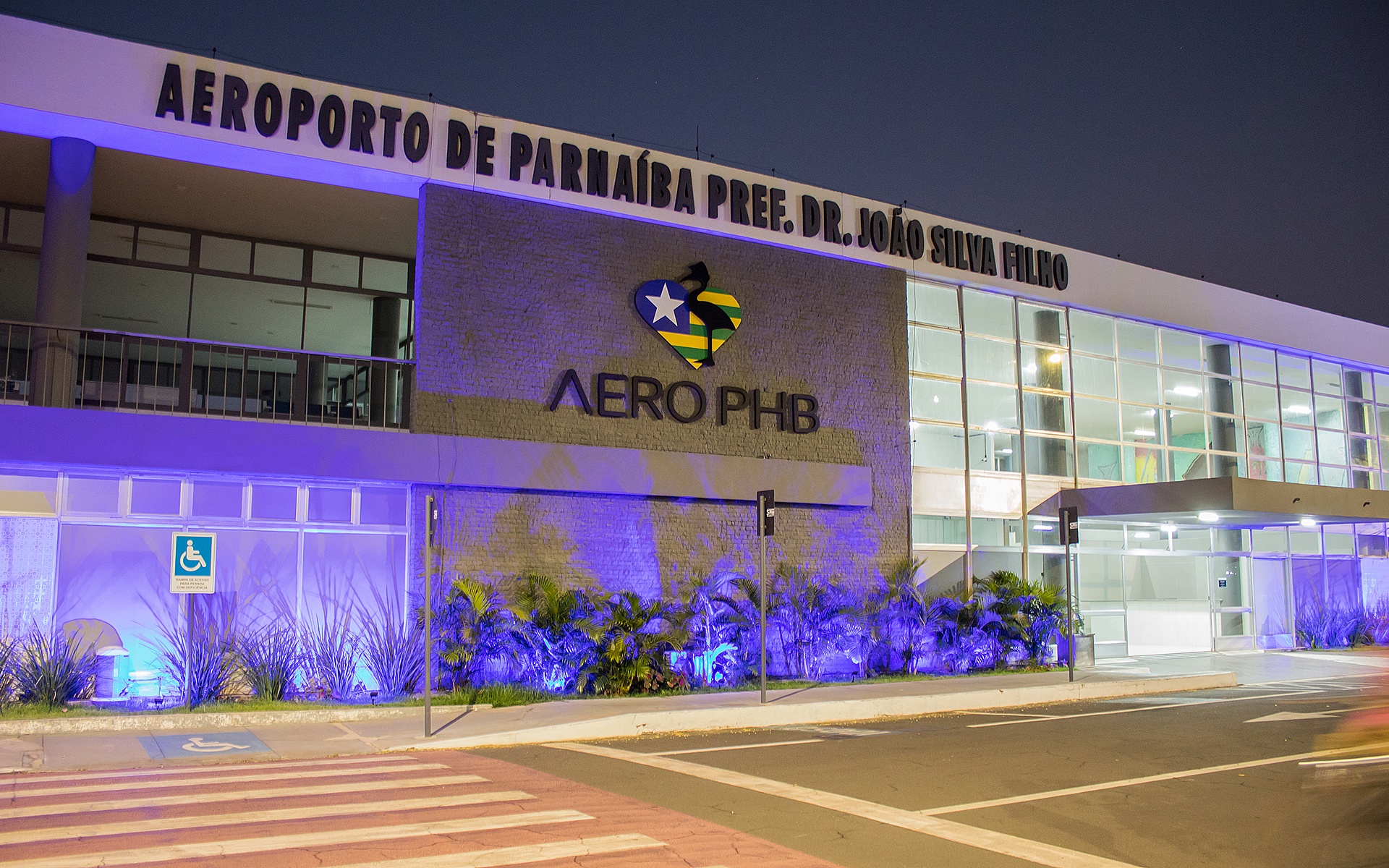
Vista noturna do Aeroporto Internacional de Parnaíba Prefeito Dr. João Silva Filho

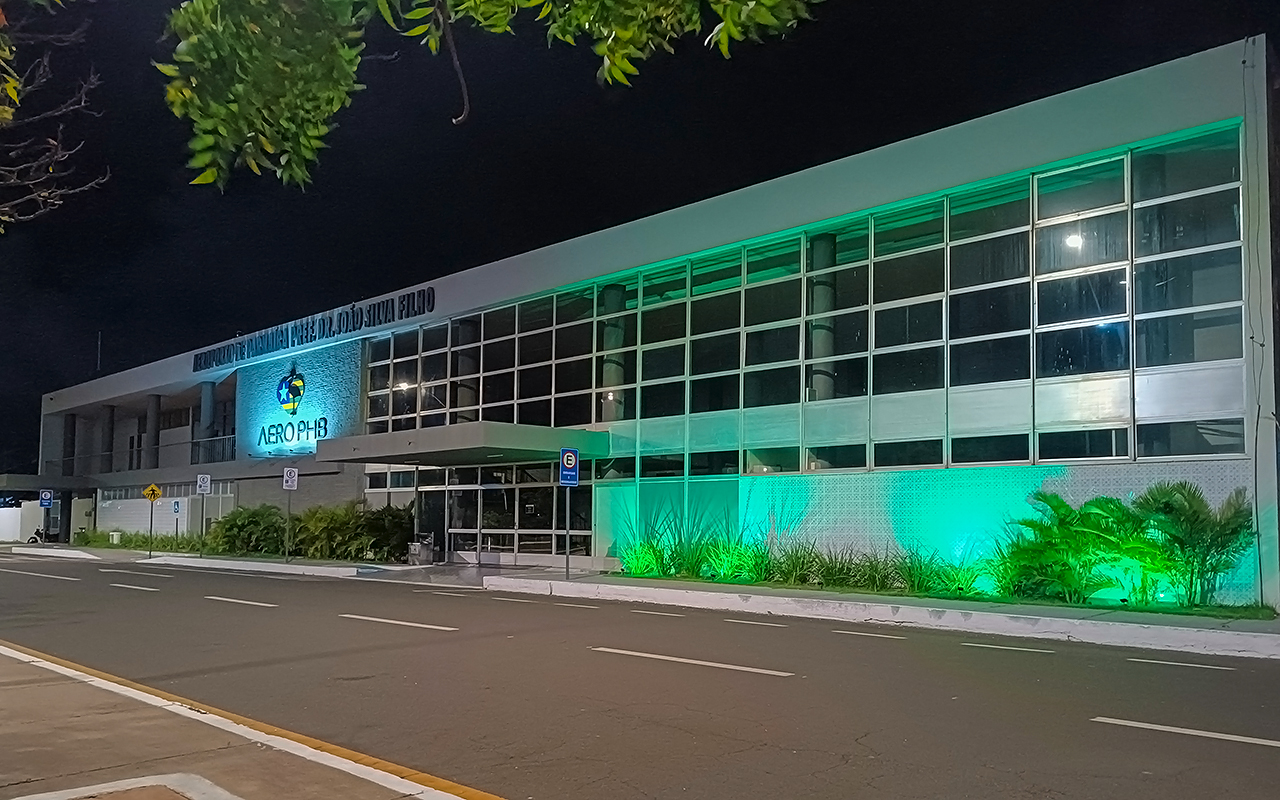
Aeroporto Internacional de Parnaíba Prefeito Dr. João Silva Filho

O Aeroporto Internacional de Parnaíba - Prefeito Doutor João Silva Filho (IATA: PHB, ICAO: SBPB) é um aeroporto localizado no município de Parnaíba, no Piauí. Situado a 268 quilômetros da capital Teresina. O aeroporto opera voos regionais e nacionais. Está localizado no litoral piauiense, em uma área privilegiada, entre os municípios de Camocim e Jericoacoara (ambos no Ceará), o Delta do Rio Parnaíba (no Piauí), e o Parque Nacional dos Lençóis Maranhenses. Essa região é chamada de Rota das Emoções, e o aeroporto de Parnaíba é a principal porta de entrada para os turistas que desejam conhecer essa região.

## História
O Aeroporto de Parnaíba foi inaugurado em 19 de outubro de 1971, pelo então Presidente da República Gal. Ex. Emílio Garrastazu Médici, localizado a oito quilômetros do centro da cidade de Parnaíba, município com aproximadamente 155.000 habitantes, situado no litoral, Norte do Estado do Piauí, distante 340 km da capital, Teresina, o município foi um grande exportador de produtos agropecuários para a Europa, cujo negócio representava uma fonte de geração de emprego e renda para cidade, chegando a ser instalado no município, os Consulados da Inglaterra, França e Portugal, por esse motivo, nas décadas de 70, 80 e 90, as empresas aéreas PARAENSE, TABA, VASP, VARIG, CRUZEIRO, RIO-SUL, NORDESTE e TRANSBRASIL chegaram a operar com voos regulares ligando as principais regiões do país e Europa.
No início de suas operações, o aeródromo foi administrado pelo Segundo Comando Aéreo Regional, COMAR II, e depois pelo Governo do Estado do Piauí, através de convênio celebrado com o Ministério da Aeronáutica, em fevereiro de 2000, o Governo do Estado (Gabinete Militar), renovou convênio pelo prazo de 15 anos, para administração e manutenção do Aeroporto.
Em agosto de 1983, com a extinção do Departamento de Proteção ao Voo, DPV, unidade do Serviço Regional de Proteção ao Voo, SRPV-RF a Estação Meteorológica de Superfície (EMS-3), existente nesta Dependência, passou a ser administrada pela empresa de Telecomunicações da Aeronáutica S/A, TASA, através do seu Grupamento de Telecomunicações Aeronáuticas de Parnaíba (GTAPB). Em 1996, após absorção da TASA pela Infraero, passou a denominar-se Grupamento de Navegação Aérea de Parnaíba (GNAPB), estando em pleno funcionamento H-18.
Em 2000, a Oceanair, operou com voo regular neste Aeroporto.
Em julho de 2003, foi denominado como Aeroporto Internacional de Parnaíba Prefeito Dr. João Silva Filho, através da Lei nº 010704, publicada no Diário Oficial da União nº 139, de 22.07.2203, em homenagem Póstuma ao Ex-Prefeito do Município de Parnaíba-PI.
Em junho de 2004, passou a ser administrado pela Infraero através do convênio nº 14/2004/090, firmado pelo prazo de 05(cinco) anos, prorrogável por igual período, com o objetivo de realizar as atividades inerentes à navegação aérea do Grupamento de Navegação Aérea de Parnaíba - denominado de GNAPB, operação e administração do Aeródromo e exploração comercial, face à necessidade de fomentar o desenvolvimento integrado da região do Delta do Parnaíba, atendendo interesses comuns do Governo Estadual e da INFRAERO, ou seja, promovendo a satisfação e a segurança dos passageiros embarcados e desembarcados e apoiar o Governo Federal na consecução de metas e objetivos nacionais de expansão do turismo, com vistas a alavancar o crescimento do emprego e da renda da região, bem como a melhoria da balança de pagamentos.
Visando utilizar o Aeroporto como porta de entrada para os turistas estrangeiros destinados ao Parque Nacional dos Lençóis Maranhenses (MA), do Delta do Parnaíba (PI) e Jericoacoara (CE), em 27 de outubro de 2005, foi habilitado para o Tráfego Aéreo Internacional de Passageiros, através da portaria nº 1.234/GC5, de 27 de outubro de 2005, do Comando da Aeronáutica, com isso, no final de 2006 e início de 2007, o Aeroporto recebeu oito voos charters da Air Italy procedentes de Verona (Itália).
Por fim, para atender as exigências do órgão regulador, encontra-se concluída a obra de ampliação e reforço da pista de pouso e decolagem.
A construção do novo pátio de manobras encontra-se em andamento e o projeto para reforma e adequação do TPS já foi concluído, com previsão de reforma para 2014.

## Características
O terminal de passageiros é inspirado na arquitetura modernista do Aeroporto Santos-Dumont, no Rio de Janeiro. A pista de pouso e decolagem, com 2.500 metros de comprimento, está preparada para receber voos internacionais, fretados ou regulares.
A Infraero estuda agora dotar o aeroporto da mais moderna infra-estrutura aeroportuária. Nos próximos anos deverão ser realizados investimentos para melhorias no terminal de passageiros, pista, pátio de aeronaves e auxílio à navegação aérea. 
Com a consolidação de mais uma porta de entrada para o Nordeste, a tendência é atrair turistas e impulsionar a economia da região. Empresas aéreas demonstraram interessem em operar rotas regulares e os operadores em atrair voos fretados internacionais para o aeroporto.
Esta é mais uma opção na moderna infra-estrutura aeroportuária do Nordeste, que conta com 15 portas de entrada administradas pela Infraero, das quais seis são aeroportos internacionais.
Aeroporto de Parnaíba recebe autorização para operar voos noturnos
O Aeroporto Internacional de Parnaíba/Prefeito Dr. João Silva Filho (PI) recebeu na última segunda-feira (8 de novembro de 2010) autorização formal para operar voos noturnos.  O documento, com validade de 10 anos, confirma a Portaria nº 411/SIA, de março de 2010, que liberou as operações diurnas do aeroporto após a finalização da ampliação da pista de pousos e decolagens, que passou de 2.100m para 2.500m de extensão. A pista, reformada pela Infraero, foi inaugurada no final de março.
Após as obras, a liberação para voos noturnos no Aeroporto de Parnaíba ainda dependia da verificação de itens necessários, como o balizamento luminoso. A ANAC avaliou os recursos disponíveis durante visita técnica realizada em setembro. A liberação efetiva da pista para voos noturnos no aeroporto será feita após a publicação de notificação pela aeronáutica.
Medidas para Parnaíba
Estão previstas várias medidas para oferecer outras melhorias ao funcionamento do Aeroporto de Parnaíba, como a ampliação do Terminal de Passageiros e a construção de novo pátio de aeronaves. Segundo o superintendente do Aeroporto de Parnaíba, José Ivan Vieira Magalhães, foi assinada no último dia 3 de novembro de 2010 a Ordem de Serviço para as obras do pátio. A expectativa é que até o final de 2011, o aeroporto tenha plenas condições de atender voos nacionais ou internacionais com aeronaves de grande porte.
Governo do Piauí lança licitação da PPP do Aeroporto de Parnaíba
A Superintendência de Parcerias e Concessões do Piauí (Suparc) lançou, nessa segunda-feira (4), o edital de licitação da parceria público-privada (PPP) do Aeroporto de Parnaíba, para a gestão do equipamento público. A empresa vencedora da licitação, cuja sessão de abertura será no dia 5 de novembro, ficará responsável pela administração, conservação, implantação de melhorias e operação aeroportuária. A concessão será de 32 anos e tem valor estimado de investimento de mais de R$ 150 milhões.

## Treinamentos da FAB

Douglas DC-3 da Força Aérea Brasileira preparando-se para decolar do Aeroporto de Parnaíba

O Aeroporto Internacional de Parnaíba, por sua boa infra-estrutura e baixo tráfego aéreo, já foi utilizado pela Força Aérea Brasileira (FAB) para treinamentos de aspirantes a oficial aviador provenientes da antiga Base Aérea de Fortaleza-CE.

## Comissão Ícaro
É uma comissão organizada pela Superintendência de Turismo do Estado do Piauí que se reúnem, periodicamente, para discutir e garantir a implantação e ampliação na prestação do serviço aéreo em termos de fluxo e periodicidade.

### Instituições que compõe a Comissão Ícaro
- Secretaria de Turismo do Piauí
- Câmara Municipal
- Câmara dos Deputados Estaduais (Assembleia Legislativa)
- Sebrae
- Superintendência de Desenvolvimento Institucional
- Sesc
- Imprensa
- Trade Receptivo e Trade Hotelaria
- Associação Comercial
- Universidade Federal do Piauí - (UFPI)
- Departamento de Turismo – UFPI
- Rotary
- Desatando Nós
- OAB

## Movimento
| --- Ano --- | --- Passageiros --- | ---- % Diferença ---- | --- Aeronaves --- | --- Carga Aérea (Kg) --- | --- Mala Postal (Kg) --- |
| 2005        | 3.258               | ?                     | 1.324             | 26.046                   | ?                        |
| 2006        | 2.004               | (-38,48%)             | 1.138             | 30.252                   | 3.190                    |
| 2007        | 3.572               | (+78,24%)             | 1.253             | 53.920                   | ?                        |
| 2008        | 1.668               | (-53,3%)              | 1.340             | 48.907                   | ?                        |
| 2009        | 2.046               | (+22,66%)             | 1.378             | 52.073                   | ?                        |
| 2010        | 2.619               | (+28%)                | 1.564             | 47.273                   | ?                        |
| 2011        | 2.399               | (-8,4%)               | 1.651             | 37.208                   | ?                        |
| 2012        | 2.831               | (+18%)                | 1.348             | 10.148                   | ?                        |
| 2013        | 2.922               | (+3,21%)              | 1.393             | 12.045                   | ?                        |
| 2014        | 18.382              | (+529,08%)            | 2.281             | 11.972                   | ?                        |
| 2015        | 17.976              | (-2,20%)              | 1.867             | 10.875                   | -                        |
| 2016        | 10.561              | (-41,25%)             | 1.335             | 8.471                    | -                        |
| 2017        | 12.639              | (+16,44%)             | 1.726             | 12.842                   | -                        |
| 2018        | 11.322              | (-10,42%)1            | 1.559             | 40.403                   | -                        |
| 2019        | 12.865              | (+12)                 | 1.430             | 61.856                   | -                        |
| 2020        | 4.903               | (-61,9)               | 1.003             | 18.285                   | -                        |
| 2021        | 24.045              | (+390,4%)2            | 1.350             | 11.325                   | -                        |

- 1Diferença em relação a Junho de 2017.
- 2Dados referentes de janeiro a novembro de 2021.
- As estatísticas podem ser consultadas na página da Infraero.

## Medidas
- Pista: 2.500 m x 45 m
- Pátio das Aeronaves: 10.696 m²
- Estacionamento de Aeronaves posições: 02
- Terminal de passageiros: 1.800 m²
- Piso: A
- Sinalização: S
- Aeronaves: Tipo 4E